# Warriors (film)

Warriors est un film d'action canadien, réalisé en 1994 par Shimon Dotan. Il met en vedette Gary Busey et Michael Paré.

## Fiche technique
- Titre français : Warriors
- Titre original : Warriors
- Réalisation : Shimon Dotan
- Scénario : Alex Epstein, Benjamin Gold
- Montage : Avraham Karpick
- Musique : Walter Rothe
- Production : Netaya Ambar, Danny Dimbort, Avi Lerner, Steven Saxton
- Pays d'origine : Canada, Israël
- Format : Couleurs - 35 mm - 1,85:1 - Mono
- Genre : Action
- Durée : 93 minutes
- Date de sortie : 11 Septembre 1993 (Corée du Sud)

## Synopsis
Amérique du Sud. Dans une villa luxueuse, un mariage. Un groupe d’hommes surgit, ouvre le feu et repart. Récupéré par hélicoptère, il rejoint une prison militaire secrète. Ce commando hors du commun, c'est le "Rihab Group" est chargé de missions secrètes, pour le gouvernement. Mais, Jody, une jeune prostituée, bouleverse tout ; elle remet en secret au responsable du groupe, Vail, une disquette informatique, contenant des informations confidentielles. Dés qu'il voit ce que contient la disquette, Vail s’évade mais Colin, son meilleur élève, se met à sa poursuite. Son atout : il connaît la façon de penser et d’agir de son ancien instructeur...

## Distribution
- Gary Busey : Franck Vail
- Michael Paré : Colin
- Wendii Fulford : Jody
- Catherine MacKenzie : Janice
- Liz MacRae : Loretta
- Griffith Brewer : Truscott
- Peter Colvey : Ladislaus
- Richard Zeman : Willard
- Desmond Campbell : Jordan
- Ricardo Juàrez : Romeo
- Aron Tager : Général Moorhead
- Minor Mustain : Colonel Willis
- Vlasta Vrana : Mr Parker
- Christopher Heyerdahl : Milo
- Harry Standjofski : Chandler
- Tedd Dillon : Weiss

## Anecdotes liées au film
- Une suite était prévue mais n'a jamais abouti[1].
- Les prisonniers militaires portent un grade métallique argenté. Dans le film, le grade est mal positionné. De plus, les prisonniers de l’armée américaine perdent automatiquement tous grades et privilèges associés, lors de leur incarcération[1].